# 후치경음

후치경음(後齒莖音) 또는 뒷잇몸소리(문화어: 뒤이몸소리)는 설단과 후치경으로 조음하는 자음이다.

## 국제음성기호
|        | 무성음                 | 유성음                 |
| ------ | ---------------------- | ---------------------- |
| 마찰음 | [ʃ] 무성 후치경 마찰음 | [ʒ] 유성 후치경 마찰음 |
| 파찰음 | [ʧ] 무성 후치경 파찰음 | [ʤ] 유성 후치경 파찰음 |

## 그 밖
후치경 파열음(t̠, d̠), 비음(n̠), 설측음(l̠)이 있다.

## 같이 보기
- 조음 위치
- 치경구개음
- 권설음